# Masdevallia urceolaris
Masdevallia urceolaris är en orkidéart som beskrevs av Friedrich Fritz Wilhelm Ludwig Kraenzlin. Masdevallia urceolaris ingår i släktet Masdevallia och familjen orkidéer. Inga underarter finns listade i Catalogue of Life.